# Marcela Aguiñaga
Marcela Paola Aguiñaga Vallejo, née le 25 avril 1973 à Guayaquil est une femme politique équatorienne. Elle a occupé le poste de deuxième vice-présidente de l'Assemblée nationale de l'Équateur. Auparavant, elle était ministre de l'Environnement.

## Biographie

### Formation
Elle fréquente l'Université catholique de Santiago de Guayaquil (en) où elle obtient un diplôme en droit. Elle poursuit ensuite ses études supérieures en droit de l'environnement et développement durable à l'Université de Guayaquil (en).

### Vie professionnelle
Elle commence sa carrière en 1999 en tant qu'assistante juridique et avocate associée au sein de l'Estudio Jurídico Aguiñaga & Compañía. En 2000, elle poursuit sa carrière en tant qu'assistante juridique pour le parc national des Galápagos.

### Carrière politique
En 2007, Marcela Aguiñaga commence à travailler pour le ministère de l'Environnement. De mars à septembre 2007, elle est sous-secrétaire aux ressources halieutiques. Par la suite, elle occupe le poste de sous-secrétaire à l'aquaculture, de septembre à novembre 2007. Elle est nommée ministre de l'Environnement par le président Rafael Correa le 17 novembre 2007, en remplacement de l'avocate Anita Albán. Elle met fin à son mandat de ministre de l'Environnement en novembre 2012 pour briguer un siège à l'Assemblée nationale en tant que candidate de l'Alliance PAIS aux élections de février 2013. Elle est élue et est nommée deuxième vice-présidente du Conseil d'administration législative (un organe de l'Assemblée) en mai 2013.
En 2019, elle révèle qu'elle est l'un des trois membres de l'Assemblée nationale sur lesquels le procureur général a enquêté pour avoir prétendument incité à la violence lors de la grève générale d'octobre 2019. Les deux autres sont Marcela Holguín (en) et Daniel Romero (en).
Depuis 2021, elle est présidente du Mouvement de la révolution citoyenne, un nouveau parti de gauche pro-Correa.